# Cantó de Longjumeau
El cantó de Longjumeau és un cantó francès del departament d'Essonne, situat al districte de Palaiseau. Des del 2015 té 8 municipis i el cap és Longjumeau.

## Municipis
- Ballainvilliers
- Champlan
- Épinay-sur-Orge
- Linas
- Longjumeau
- Montlhéry
- Saulx-les-Chartreux
- La Ville-du-Bois

## Història
| Data d'elecció                           | Identitat         | Partit          | Qualitat |
| ---------------------------------------- | ----------------- | --------------- | -------- |
| 1946-1958                                | André Leblanc     | PCF             |          |
| 1946-1958                                | M. Cheveaux       | PCF             |          |
| 1958-1967                                | Henri Longuet     | Divers droite   |          |
| 1967-1976                                | Roger Perriaud    | PCF             |          |
| 1976-1982                                | Jean Colin        | CD, després UDF |          |
| 1982-1994                                | Christian Jeu     | RPR             |          |
| 1994-2001                                | Philippe Schmit   | PS              |          |
| 2001-2008                                | Guy Malherbe      | RPR             |          |
| 2008-                                    | Marianne Duranton | UMP, després PR |          |
| les dades anteriors no són pas conegudes |                   |                 |          |
|                                          |                   |                 |          |

## Demografia
| A partir de 1990: Població sense dobles comptes |